# Schulzentrum Buchheim
Das Schulzentrum Buchheim umfasst zwei staatlich anerkannte Privatschulen, das Ferdinand Franz Wallraf Gymnasium und die Werner Heisenberg Realschule in Köln-Buchheim. Der gemeinsame Schulträger ist die der Gülen-Bewegung nahestehende Bildung und Perspektiven gGmbH. Eine Besonderheit ist der sehr hohe Anteil von Schülern mit türkischer Abstammung.

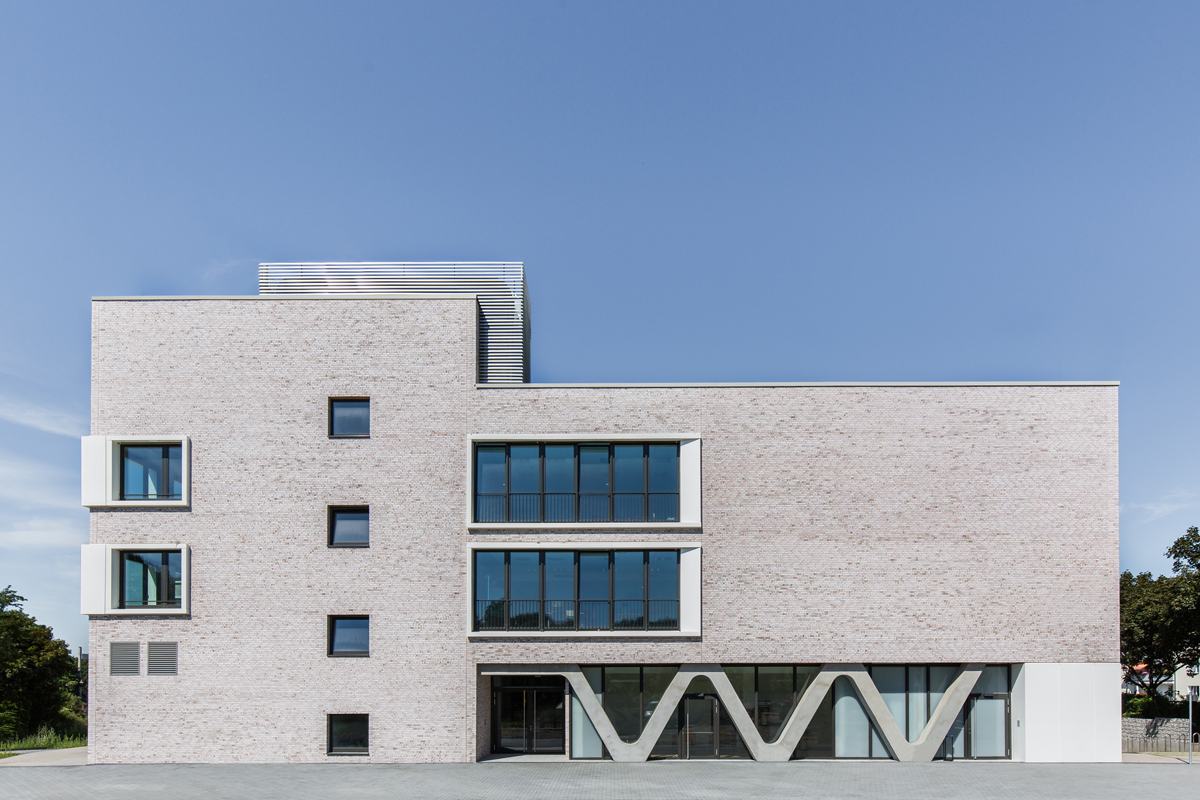
Schulgebäude Arnsberger Straße 11

## Geschichte
Das Gymnasium Dialog wurde am 6. August 2007 gegründet, nachdem man im Mai von der Bezirksregierung Köln die Genehmigung zum Betrieb eines staatlich anerkannten zweizügigen Gymnasiums in Köln erhalten hatte. Die Schule wird im Rahmen der Ersatzschulfinanzierungsverordnung des Landes NRW zu 87 % aus staatlichen Mitteln finanziert.
Ursprünglich hieß diese Schule Privatgymnasium Dialog. Um ihr aber den elitären Anstrich zu nehmen, wurde im Jahre 2009 ein neuer Name gewählt. Außerdem wechselte in dieser Zeit auch der Träger, war es ursprünglich der Türkisch-Deutsche Akademische Bund, so ist es heute Bildung & Perspektive. Im Jahr 2012 erfolgte ein Umzug in ein neues Gebäude am Arnsberger Platz, wo das Gymnasium um eine Realschule erweitert wurde. Bereits zu jener Zeit wurde kritisiert, dass das Schulzentrum mit seiner zu rund 90 % türkeistämmigen Schülerschaft dem Ziel gesellschaftlicher Integration zuwiderläuft. Lale Akgün kritisierte die Schule als „ethnische Privatschule“, welche die Herausbildung einer muslimischen Elite und soziale Segregation fördere. Infolge des Putschversuchs in der Türkei 2016 geriet insbesondere die Nähe des Trägers zur Gülen-Bewegung in den Blick der Öffentlichkeit, nachdem die türkische Regierung Fethullah Gülen für diesen verantwortlich gemacht hatte und türkeistämmige Familien zunehmend unter Druck gerieten, ihre Kinder von der Schule zu nehmen. Der damalige Geschäftsführer des Gymnasiums bezog sich zwar auf Gülens Maxime „Schulen bauen statt Moscheen“, betonte aber zugleich, Gülen finde im Schulleben „weder als Person noch mit seinen Ideen statt“; es handele sich um „keine Gülen-Schule“. Die Zugehörigkeit zu einem internationalen Netzwerk wird von lokalen Verantwortlichen gegenüber Kommunen und Presse regelmäßig abgestritten. Im Zusammenhang mit einer anderen Gülen-nahen Schule wies die Turkologin Ursula Spuler-Stegemann darauf hin, dass es allgemein charakteristisch für Gülen-Anhänger sei, im Sinne von Kaderbildung „ihre eigenen Leute mit guter Ausbildung und Prägung in einflussreiche Positionen in dieser Gesellschaft bringen“ zu wollen. Während sich diese Ausprägung des Islam nach außen weltoffen gebe, sei sie ausweislich ihrer Schriften tatsächlich schariakonform.
Eine weitere Umbenennung fand 2017 statt. Gymnasium und Realschule sollten durch die Umbenennung klarer voneinander getrennt werden. Es wurde der Name Schulzentrum Buchheim gewählt. Dieses unterteilt sich in das Ferdinand Franz Wallraf Gymnasium und die Werner Heisenberg Realschule.

## Schulprofil
Fünftklässler beginnen an der Schule mit zwei Fremdsprachen; Englisch und Französisch oder Türkisch. Die Unterrichtssprache ist Deutsch. Seit August 2009 ist das Gymnasium auch eine anerkannte gebundene Ganztagsschule mit täglicher Mittagsverpflegung für alle Kinder und Lehrer. Das Schulprogramm beinhaltet zusätzliche Angebote im Nachmittagsbereich wie „Lernen lernen“ sowie Lernzeit und Projektarbeit in verschiedenen Bereichen und individuelle Fördergruppen. Diese wurden jedoch im Jahr 2013/2014 abgeschafft.

## Computermuseum
Im April 2024 eröffnete das Schulzentrum Buchheim ein Computermuseum, welches die Geschichte der Computertechnik lebendig macht. Das Museum, initiiert vom Informatiklehrer Nihat Sevinc, bietet Schülern und Besuchern die Möglichkeit, historische Computermodelle wie den Commodore 64 und den ersten Macintosh zu entdecken und sogar direkt daran zu arbeiten.
Die Ausstellung umfasst seltene Raritäten, die teilweise von den Schülern selbst restauriert werden. Schülerinnen und Schüler spielen eine aktive Rolle beim Auspacken, Reinigen und Reparieren der Geräte, was ihnen tiefe Einblicke in die frühere Technologie bietet. Lehrreiche Objekte wie alte Disketten und mechanische Computermäuse werden ebenfalls präsentiert, um den Schülern die technologischen Entwicklungen der Vergangenheit nahezubringen.
Neben dem Bildungsaspekt bietet das Museum auch Unterhaltung durch die Möglichkeit, klassische Videospiele auf den alten Maschinen zu spielen. Das Museum ist derzeit nur auf Anfrage oder während spezieller Veranstaltungen zugänglich, plant jedoch eine Erweiterung der Öffnungszeiten und des Angebots.

## Auszeichnungen
Die Schule erhielt bereits trotz ihrer kurzen Geschichte die Europamedaille der Europäischen Volkspartei und kann zahlreiche Teilnahmen und Auszeichnungen an bundesweiten Wettbewerben und Projekten vorweisen.
Die Schule bekam zudem auch eine Auszeichnung dafür, dass sie eine „Zukunftsschule“ ist bezüglich der pädagogischen Förderung der Schüler mit Projekten wie der Lernzeit oder Lernen Lernen.